# Pourpre de bromocrésol
Pour les articles homonymes, voir Pourpre (homonymie) et BCP.
Le pourpre de bromocrésol, ou bromocrésol pourpre, ou violet de bromocrésol, ou BCP (de l’anglais bromocresol purple), nommé plus complètement « 5’,5’’-dibromo-o-crésolsulfonephthaléine », est un colorant de la famille des sulfonephtaléines utilisé comme indicateur de pH. Sa zone de virage s'étend de pH 5,2 à pH 6,8, passant du jaune au pourpre.
| Couleurs du pourpre de bromocrésol | forme acide jaune | zone de virage pH 5,2 à pH 6,8 | forme basique pourpre |